# Zuzana Schindlerová

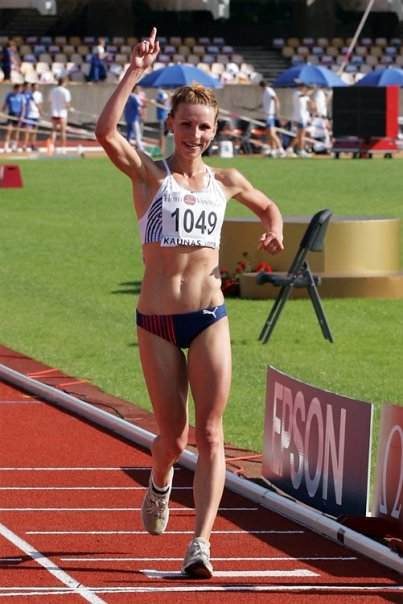
Zuzana Schindlerová 2009 in Kaunas

Zuzana Schindlerová (* 25. April 1987 in Baška, Tschechoslowakei) ist eine tschechische Geherin.
Sie nahm an den Meisterschaften am 9. März 2008 in Lugano teil, wo sie sich mit einer Zeit von 1:33:15 h für die Olympischen Spiele qualifizierte. Sie beendete das olympische Rennen als 27. mit einer Zeit von 1:32:57 h, nur 6 Minuten hinter der Gewinnerin Olga Kaniskina aus Russland. 2009 gewann sie die Silbermedaille bei den U23-Europameisterschaften 2009 in Kaunas. Bei den IAAF-Leichtathletik-Weltmeisterschaften 2009 in Berlin belegte sie den 19. Platz.
Außerdem gewann sie zum zweiten Mal die Tschechische Meisterschaft über 20 km. Ihre erste Goldmedaille gewann sie 2008 in Poděbrady.